# 大浜史太郎
大浜 史太郎（おおはま ふみたろう、1971年 - ）は、日本のクリエイティブディレクター、アニメーションディレクター、インターネット起業家。東京都出身。東京ガールズコレクションを立ち上げた株式会社ゼイヴェル、アニメーションチャンネル「RABBITWARREN(ラビットウォーレン)」の創業者。
華やかな演出やマーケティングを得意とし、携帯電話向け女性ファッションサイト「girlswalker.com」、オーガニック化粧品のセレクトショップ「COSME KITCHEN（コスメキッチン）」など、ファッションやビューティ関連の各種事業を立ち上げている。一世を風靡したファッション事業をYahoo!などの大手と共同で多数立ち上げ、2011年に関連グループ事業を売却。Jake Ohamaとして各種演出にも携わり、ワールドランウェイ (WORLD RUNWAY) をプロデュース。
2022年2月22日、アートムーブメント「UNCONDITIONABLE PROJECT」を広島にて宣言を起草。
2024年には、YouTube向けアニメーションチャンネル「RABBITWARREN」が開設から1年で登録者数1700万人を超え、ビジネス誌「Asia Business Outlook」が選ぶ”Top 10 Most Promising Animation Companies In Asia 2024”で1位を受賞、表紙に選出された。

## 略歴
1997年University of Southern California（米国ロサンゼルス市、南カリフォルニア大学）国際関係学部卒。
1999年、株式会社ブランディング（旧社名:ゼイヴェル）を友人と三人で創業、代表取締役に就任。
2004年11月、東急代官山駅ビルにオーガニック化粧品のセレクトショップ「COSME KITCHEN」をプロデュース。
2005年、Yahoo! Japanと資本提携。ファッションウォーカーを開始。
2005年、TOKYO GIRLS COLLECTION（東京ガールズコレクション）を創業し、初代実行委員長に就任。
2008年、LAのセレクトショップ「株式会社kitson Japanの運営にあたり、新宿ルミネやラフォーレ原宿、表参道に出店。オープン時には多くの客が行列を作りメディアの注目を集めたが、都内店舗はすでに全店舗閉店している。上陸時には伊藤忠商事株式会社が契約元となり株式会社ブランディングが株式会社キットソンジャパンを設立も「ALPHA ESSE 株式会社」に社名を変更。現在はライセンス事業でビューティー用品などをオンライン展開しているのみとなっている。
2011年3月6日に、国立代々木第一体育館でX JAPANのYOSHIKIとコラボレーションした、ASIA GIRLS EXPLOSIONをディレクション。
2011年9月18日に、シンガポール政府観光庁(STB)の後援で、東日本大震災や海外被災地の復興支援を目的とし、ワールドランウェイを電通と提携してプロデュース。
英国ロイター通信社の「Seven Samurai of new Japan Inc.」で“新しい日本の七人の侍”の一人にDeNAや吉野家等と共に選出された。
2022年2月22日、アートムーブメント「UNCONDITIONABLE PROJECT」を広島にて宣言を起草。第一弾はアニメーションに。
2023年7月YouTube向けのアニメーションチャンネル「RABBITWARREN -Baby Nin Nin vs ONIBALL」をスタート。

## 受賞歴
- SKIPシティ国際Dシネマ映画祭2011「SKIP シティアワード」を受賞（映画DON'T STOP!）[18]
- 日経インターネットアワード2002「日本経済新聞社賞」を受賞（ゼイヴェル）[19]
- 第6回 日本オンラインショッピング大賞を受賞（ゼイヴェル）[20]
- 2005年度 繊研新聞社賞を受賞（ゼイヴェル）[21]
- 第41回 グッドカンパニー大賞で新技術事業化推進賞を受賞（ゼイヴェル）[22]
- 第2回日本サービス大賞[23]
- 2024年度 "Top 10 Most Promising Animation Companies In Asia" (Asia Business Outlook) [24]